# Свинья (фильм, 2018)
«Свинья» (перс. Khook‎) — иранский трагикомедийный фильм 2018 года, поставленный режиссером Мани Хагиги. Фильм принимал участие в конкурсной программе 68-го Берлинского международного кинофестиваля, где 21 февраля 2018 года состоялась его мировая премьера.

## Сюжет
Кинорежиссёр Хассан многие годы отстранён от съёмок кинофильмов и вынужден снимать рекламные ролики. Работавшая с ним актриса решает уйти, чтобы продолжить карьеру в кино. В это время кто-то начинает убивать кинорежиссёров, отрезая им головы и оставляя на лбу надпись «свинья». Однако Хассана убийца не тронул, что задевает честолюбие кинорежиссёра.

## Саундтрек
В фильме звучат кавер-версии известных хитов Deep Purple «Highway Star» и AC/DC «Hells Bells» на персидском языке.

## В ролях
- Хассан Маджуни
- Лейла Хатами
- Лейли Рашиди
- Париназ Изадйар
- Сиамак Ансари
- Айназ Азархуш
- Али Багери
- Мина Джафарзаде
- Али Мосаффаp
- Махназ Афшар (камео)

## Критика
Фильм получил смешанные отзывы критиков.
Михаил Трофименков, «Коммерсантъ»:
В «Свинье» условный дракон вырывается из подземного плена, выжигая своим дыханием хрупкое обаяние иранского кино, отплясывая разудалый рок-н-рол на его костях. Это, безусловно, «американизированное» кино, но не в том смысле, что Хагиги подражает голливудским стандартам…
Прежде всего потому, что Хагиги, подобно тому как Коэны демонтируют голливудский миф, демонтирует миф об иранском авторском кино. И делает это с таким же смешанным чувством любви и ненависти.
Алиса Таежная, «Афиша»:
Однозначно находясь на баррикадах против иранского правительства, Хагиги не теряет чувства юмора и с самоубийственной храбростью перетряхивает все клише о страдальческом иранском кино. В «Свинье» режиссера волнует не цензура государства, а то, что происходит с герметичной компанией интеллектуалов, когда ее слишком сильно и долго жмут со всех сторон.
Онлайн-издание «Вокруг кино»:
Фильм «Свинья» – многослойный пирог. В нем сатирически показаны деградация общества, его зависимость от массмедиа, соцсетей, лайков. И уж конечно, это остроумнейший памфлет на современное искусство, где полная бессмыслица выдается за глубокомыслие, где на конкретные вопросы даются беспомощные витиеватые ответы…
Александр Варламов, Inteatr.ru:
Фильм «Свинья» полон сарказма, Хагиги смеётся над эпохой социальных сетей, иронизирует над собой. Забудьте про ассоциации с беснующимися террористами, здесь перед вами предстанет другой Иран — где есть место вечеринкам и красивым женщинам.
Алексей Литовченко, «Российская газета»:
Странненькую, абсурдную сатирическую комедию представляет он собой. Не уморительную, прямо скажем, уровнем юмора иногда недалеко уходящую от наших аналогов, но самобытную и любопытную…  Несмотря на то, что сатира эта, очевидно, рассчитана скорее на внутреннего потребителя, что-то смутно знакомое, близкое и ясное в ней проглядывает. По крайней мере, вообразить себе тот же сюжет в российских реалиях несложно.